# Rebecq
Rebecq (em valão: Ribek) é um município da Bélgica localizado no distrito de Nivelles, província de Brabante Valão, região da Valônia.